# Lijst van Ierse rampen
Dit is een lijst met rampen op het grondgebied van de republiek Ierland. In deze lijst zijn alleen gebeurtenissen opgenomen waarbij vijf of meer doden zijn gevallen waarbij geen verwantschap tussen de doden bestond en gebeurtenissen waarbij er sprake is van een zeer groot effectgebied.

## Voor 1800
- 1588
  - 30 augustus – Bij de kust van County Clare vergaan twee Spaanse schepen behorend tot de Spaanse Armada van 1588. Het betreft hier de San Esteban en de San Marcos. Hierbij komen respectievelijk 264 en 409 opvarenden om het leven.
  - 12 september – Op de Blasket Islands vergaan tezamen met 797 opvarenden nog twee Spaanse schepen behorend tot de Armada. Het betreft hier de San Juan de Portugal en de San Juan de Bautista. Later stranden nog enkele schepen tussen deze eilanden, een doolhof vol riffen. Dit betreffen de Santa Maria de la Rosa (297 doden) en de San Juan de Ragusa (285 doden).
  - 14 september – Op Valentia Island vergaat met 302 opvarenden de Trinidad.
  - 14 september – Op de kust van County Sligo vergaan drie schepen van de Armada, waarbij in totaal 1.800 opvarenden verdrinken.
- 1649
  - 11 september – Door een (moedwillig aangestoken) brand in de Sint Peterskerk in Drogheda komen circa 80 protestante kolonisten om het leven.
- 1796
  - 29 december – Schipbreuk van het Franse schip Impatiente in de Bantry baai, in het uiterste zuidwesten van Ierland. Dit schip maakt deel uit van een Franse expeditie naar Ierland. 543 opvarenden verdrinken, slechts enkelen overleven de ramp.

## 19e eeuw

### 1800-1809
- 1807
  - 19 november – In zeer slecht weer zinken vlak na vertrek uit de haven van Dublin de Rochdale en de Prins van Wales. Hierbij verdrinken 385 mensen.

### 1810-1819
- 1811
  - 4 december – In Lough Swilly vergaat het HMS Saldanha. 253 doden.[1]
  - 3 november – In Cork vindt een zware explosie van een kruitmolen plaats in de Brandy Lane. Hierbij komen 22 mensen om het leven.
- 1816
  - 30 januari – Tragedie in de Tramore Bay in het zuiden van het land. Tijdens een storm vergaan hier de Seahorse, Lord Melville en de Boadicea. 612 opvarenden verdrinken.

### 1820-1829
- 1822
  - 22 april – Vergaan van het Amerikaanse schip Stephen Whitney op de zuidkust van Ierland. 92 doden.[2]
  - 21 september – Tussen Mizen Head en Three Castles Head vergaat het HMS Confiance. Circa 100 doden.

### 1830-1839
- 1839
  - 7 januari – Night of the Big Wind. Een zeer zware storm trekt over het eiland, veroorzaakt grote schade en kost meer dan 250 mensen het leven. Circa 20% van de huizen in Dublin raakt zwaar beschadigd. Op de kusten vergaan 42 schepen.

### 1840-1849
- 1849
  - 10 november – Vergaan van het Amerikaanse schip Albion op de zuidkust van Ierland. 45 doden.[3]

### 1850-1859
- 1853
  - 15 februari – PS Queen Victoria vaart boven op een vuurtoren in een zware sneeuwstorm bij Howth Head. Meer dan 80 doden.
  - 5 oktober – Een goederentrein rijdt in op een afgebroken wagen van een goederentrein bij Straffan in County Kildare. 16 doden en 8 zwaargewonden.
- 1854
  - 21 januari – Scheepsramp met de RMS Tayleur. Dit schip zinkt op haar Maiden Voyage bij Lambay Island. 362 doden.
- 1856
  - 19 november – Een aanrijding tussen twee treinen kost aan 5 mensen het leven bij Dunkitt.
- 1859
  - 30 april – Bij Wexford vergaat de klipper Pomona, waarbij circa 400 opvarenden omkomen.

### 1860-1869
- 1865
  - 25 januari – De SS Armenian vergaat op de oostkust, in de buurt van Dublin. 8 doden.

### 1870-1879
- 1870
  - 19 oktober – Op de noordwestkust vergaat het passagiersschip Cambria. 190 doden.
- 1878
  - 8 september – Bij Ballincollig in de buurt van Cork ontspoort een passagierstrein. 5 doden en 70 gewonden.

### 1880-1889
- 1884
  - 22 september – In 1884 werd het Engelse oorlogsschip HMS Wasp naar het eiland Tory Island voor de kust van Donegal gestuurd om de achterstallige betalingen te innen, maar het schip strandde op het eiland vlak bij de vuurtoren. 52 opvarenden verdronken.
- 1886
  - 30 januari – Op de westkust vergaat het stoomschip Fulmar. 17 doden.

### 1890-1899
- 1895
  - 24 december – Ramp met de reddingboot van Dún Laoghaire. De bemanning van 15 komt om bij een reddingspoging van het schip SS Palme.

## 20e eeuw

### 1900-1909
- 1900
  - 23 april – Een Franse vissersboot vergaat voor de kust bij Cork. Alle 24 bemanningsleden komen daarbij om het leven.[4]
  - 24 december – Een Japans stoomschip, de SS Sento zinkt op de zuidwestkust van Ierland. Hierbij komen 12 bemanningsleden om het leven.
- 1902
  - 16 december – De SS Marley kapseist voor de Ierse oostkust. 14 doden.

### 1910-1919
- 1914
  - 27 oktober – Ten noorden van Donegal vergaat de SS Manchester Commerce als gevolg van een mijnexplosie. Hierbij komen 14 opvarenden om.
- 1915
  - 19 augustus – Bij Old Head of Kinsale vergaat de Arabic. 44 doden.
- 1916
  - 7 mei – Elf mijl uit de Ierse kust bij Old Head of Kinsale vergaat de Lusitania. Bij deze grote scheepsramp komen 1.198 mensen om het leven.
- 1916
  - 3 november – Vergaan van de SS Connemara in de Carlingford Lough bij Louth. Hier verdrinken 12 mensen.
  - 19 december - Treinongeluk bij Kiltimagh in County Mayo. 6 doden en 10 gewonden.
- 1917
  - 13 april – Vergaan van de SS Bandon, op de Ierse Zee. 28 opvarenden verdrinken.
  - 5 mei – SS Lodes zinkt op weg van Newport naar Cork. 7 bemanningsleden overleven het drama niet.
  - 10 juni – Op weg van Belfast naar Limerick vergaat de SS Keeper. 12 doden.
  - 16 augustus – Bij Inishtrahull vergaat de Athenia. 15 doden.
  - 7 oktober – Vergaan van de Aylevarroo bij Ballycottin Island. 20 opvarenden verdrinken.
  - 3 november – Vergaan van de SS Laconia bij Fastnet. Hier verdrinken 97 mensen.
- 1918
  - 4 maart – Bij Inishtrahull vergaat de Aurania. 8 doden.
  - 23 maart – Bij Old Head of Kinsale vergaat de Etonian. 7 doden.
  - 1 september – Bij Tuskar Rock vergaat de Mesaba. 20 doden.
  - 9 september – Bij Daunts Rock vergaat de Missanabie. 45 doden.
  - 10 oktober – Ramp met de RMS Leinster, een schip van de City of Dublin Steam Packet Company. Het is een van de grootste zeerampen ooit in de Ierse Zee met een officieel dodental van 501.

### 1920-1929
- 1923
  - 8 januari – Grote brand in Dublin. 5 doden.
- 1925
  - 13 januari – Vergaan van de Cardiff Hall, op de Ierse zuidkust. 29 opvarenden verdrinken.
- 1926
  - 5 september – Grote brand in een bioscoop in Dromcolliher, County Limerick. Hierbij komen 48 mensen om het leven.
- 1927
  - 28 oktober – Vergaan van de Ems, een schip van de Charles Connell & Company uit Glasgow. 5 opvarenden verdrinken.

### 1940-1949
- 1940
  - 21 oktober – Op weg van Belfast naar Limerick vergaat de SS Kerry Head. 12 doden.
  - 7 december - Het SS Stolwijk loopt tijdens stormweer op de rotsen van Innesdooey Island (Ierland) en gaat verloren. Hierbij komen 10 bemanningsleden om het leven.
- 1941
  - 25 februari - Het SS Beursplein wordt ten zuidwesten van Ierland door Duitse luchtaanval tot zinken gebracht. Hierbij komen 22 opvarenden om het leven.
  - 31 mei – Duitse bommenwerpers gooien bommen op het noorden van Dublin, terwijl Ierland een neutraal land was. Bij dit bombardement komen 28 burgers om het leven.
- 1943
  - 23 februari – Zeer grote brand in de St Joseph's Orphanage, een weeshuis in Cavan. 35 kinderen en een volwassene komen hierbij om het leven.
  - 25 mei – Bij Clare Island stort een Short Sunderland van de RAF neer. Alle 11 inzittenden overleven deze ramp niet.
  - 28 juli – Bij Brandon Village op het Dingle Penninsula vindt een vliegramp plaats met een Short Sunderland van de RAF . 10 van de 25 inzittenden overleven deze ramp niet.
  - 22 augustus – Bij Mount Brandon, Country Kerry vindt een vliegramp plaats met een Short Sunderland van de RAF. 8 doden.
  - 2 november – Een Consolidated Catalina stort neer in Donegal. 9 doden.
  - 13 november – In zee voor de County Mayo stort een Brits militair toestel neer. 11 doden.
  - 3 december - De coaster Prinses Irene uit Groningen, zinkt na een aanvaring met een Amerikaans schip in de Ierse Zee. 10 doden.
  - 17 december – Bij Cnoc na Péiste stort een Amerikaans militair toestel neer. 5 doden.
  - 25 december – De trawler H-499 loopt bij Skerryvore op een mijn en zinkt. Hierbij komen 28 opvarenden om het leven.
- 1944
  - 31 januari – Vliegramp in de Blue Stack Mountains, Donegal. Een Sunderland van de RAF stort neer. 7 doden.
  - 6 september – Nabij Bloody Foreland in Donegal stort een Short Sunderland III neer van de RAF. Hierbij komen 9 mensen om.
  - 19 december – Nabij Beenoskee Mountain storten twee Catalina vliegtuigen neer van de RAF. Hierbij komen 18 mensen om.
- 1945
  - 14 maart – Bij Cró na Roda Hill stort een Sunderland van de RAF neer. Alle 12 inzittenden vinden hierbij de dood.
- 1946
  - 28 december – Een Lockheed L-049 Constellation stort neer bij Shannon Airport. 9 doden.
- 1947
  - 5 juli – Een Sunderland GR.5 van de RAF stort neer bij Inistrahull. 6 doden.
- 1948
  - 15 april - Een Lockheed L-049-51-26 Constellation van Pan Am stort neer bij Shannon Airport. 30 doden.[5]
- 1949
  - 15 augustus - Vliegtuigcrash bij Lurga Point in Ierland. Een Douglas van Transocean Air Lines stort neer. 8 van de 58 inzittenden komen hierbij om.[6]

### 1950-1959
- 1950
  - 16 juni - Vliegtuigcrash met een RAF-vliegtuig bij Croaghan Mountain, Isle of Achill. 8 doden.
- 1954
  - 5 september - Vliegtuigcrash bij Shannon Airport in Ierland. 28 doden, waarvan 12 Nederlanders.[7]
  - 29 november - De Groningse coaster Westward vergaat op de Ierse Zee. 11 doden.
- 1958
  - 14 augustus - KLM-vlucht 607-E van Amsterdam naar New York stort ten westen van Ierland in de Atlantische Oceaan. Alle 99 inzittenden komen om.

### 1960-1969
- 1960
  - 26 februari – Vliegramp bij Shannon Airport. Een toestel van Alitalia stort neer, waarbij 34 mensen omkomen.
- 1961
  - 10 september – Na ruim een jaar opnieuw een grote vliegramp bij Shannon Airport. Een Douglas DC-6B stort neer. 83 doden.
- 1968
  - 24 maart – Aer Lingus vlucht 712 stort bij Wexford in de Ierse Zee. Hierbij vinden 61 mensen de dood.

### 1970-1979
- 1972
  - 27 maart – Grote brand in de Noyeks timber factory aan de Parnell Street te Dublin. Hierbij vallen 8 doden.
- 1974
  - 17 mei – Zware bomaanslag in Dublin met een autobom. Hierbij komen 26 mensen om en raken er circa 300 gewond. Op dezelfde dag komen in Monaghan 7 mensen om door een autobom.
- 1975
  - 31 december – Bij Gorey in de buurt van Wexford ontspoort een passagierstrein. 5 doden en 30 gewonden.
- 1979
  - 8 januari – Ramp met de Betelgeuse in de Bantry Bay in het uiterste zuidwesten van het eiland. Bij de ramp met deze olietanker, waarbij een enorme vuurzee ontstaat komen 42 Fransen, 7 Ieren en een Brit om het leven. Slechts 27 lichamen worden teruggevonden.

### 1980-1989
- 1980
  - 19 december - Treinramp bij Buttevant in County Cork. 18 doden en 75 gewonden.
  - 8 augustus – Grote brand in Dalkey, een voorstad van Dublin. Hierbij komen 12 mensen om het leven.[8]
- 1981
  - 14 februari – In een nachtclub in een noordelijke buitenwijk van Dublin breekt een fatale brand uit, de zogenaamde Stardust-ramp. In de nachtclub zijn 841 personen aanwezig van wie er 48 worden gedood en 214 gewond raken.
- 1916
  - 19 december - Treinongeluk bij Kiltimagh in County Mayo. 6 doden en 10 gewonden.
- 1985
  - 23 juni – Zuidelijk van Ierland stort een Boeing 747 van Air India in zee. Bij deze ramp komen maar liefst 329 inzittenden om het leven.

## 21e eeuw

### 2010-heden
- 2011
  - 10 februari – Een klein toestel (Fairchild Swearingen Metroliner) stort neer op een vlucht van Belfast naar Cork. Van de 12 inzittenden, overleven er 6 het ongeluk.